# Nera di Arbus
Nera di Arbus, tên đầy đủ Pecora Nera di Arbus (cừu đen của Arbus), là một giống cừu bản địa nhỏ trong nước của đảo Sardinia của vùng Địa Trung Hải, nước Ý. Nó lấy tên từ vùng đầm lầy của Arbus, ở tỉnh Medio Campidano, ở phía tây nam của đảo. Nó được nuôi ở các tỉnh Cagliari, Nuoro, Oristano và Sassari. Giống cừu này đạt được sự công nhận chính thức vào năm 2008.
Giống cừu Nera di Arbus là một trong mười bảy giống cừu tự phát triển của Ý với một sách phả hệ được lưu giữ bởi Associazione Nazionale della Pastorizia, Hiệp hội các nhà lai tạo cừu quốc gia Ý. Trong năm 2008, năm đăng ký đầu tiên, 233 cá thể giống này đã được đăng ký trong cuốn sách; trong năm 2013 tổng số ghi nhận là 4118.
Năng suất sữa của cừu Nera di Arbus, hơn và cao hơn so với các con cừu khác, trung bình 50 lít trong 100 ngày đối với các con cừu cái sinh đầu, và 88–98 l trong 180 ngày đối với các con cừu cái sinh các lần tiếp theo. Sữa cừu giống này trung bình 6,5% chất béo và 5,6% protein. Thịt cừu nặng 9,5–9,8 kg trong 30 ngày. Cừu đực sản xuất khoảng 2 kg len, cừu cái sản xuất khoảng 1,2 kg; len có chất lượng thô. [4] Nó được sử dụng để làm orbace, một loại vải dệt tay thô, từ đó hai sản phẩm may mặc truyền thống của Sardinia được làm: sa mastrucca, áo khoác của những người chăn cừu; và su sacu, một tấm chăn không thấm nước nặng.